# Penso (Melgazo)
Penso es una freguesia portuguesa del concelho de Melgazo, con 9,02 km² de superficie y 563 habitantes (2001). Su densidad de población es de 62,4 hab/km².

## Galería

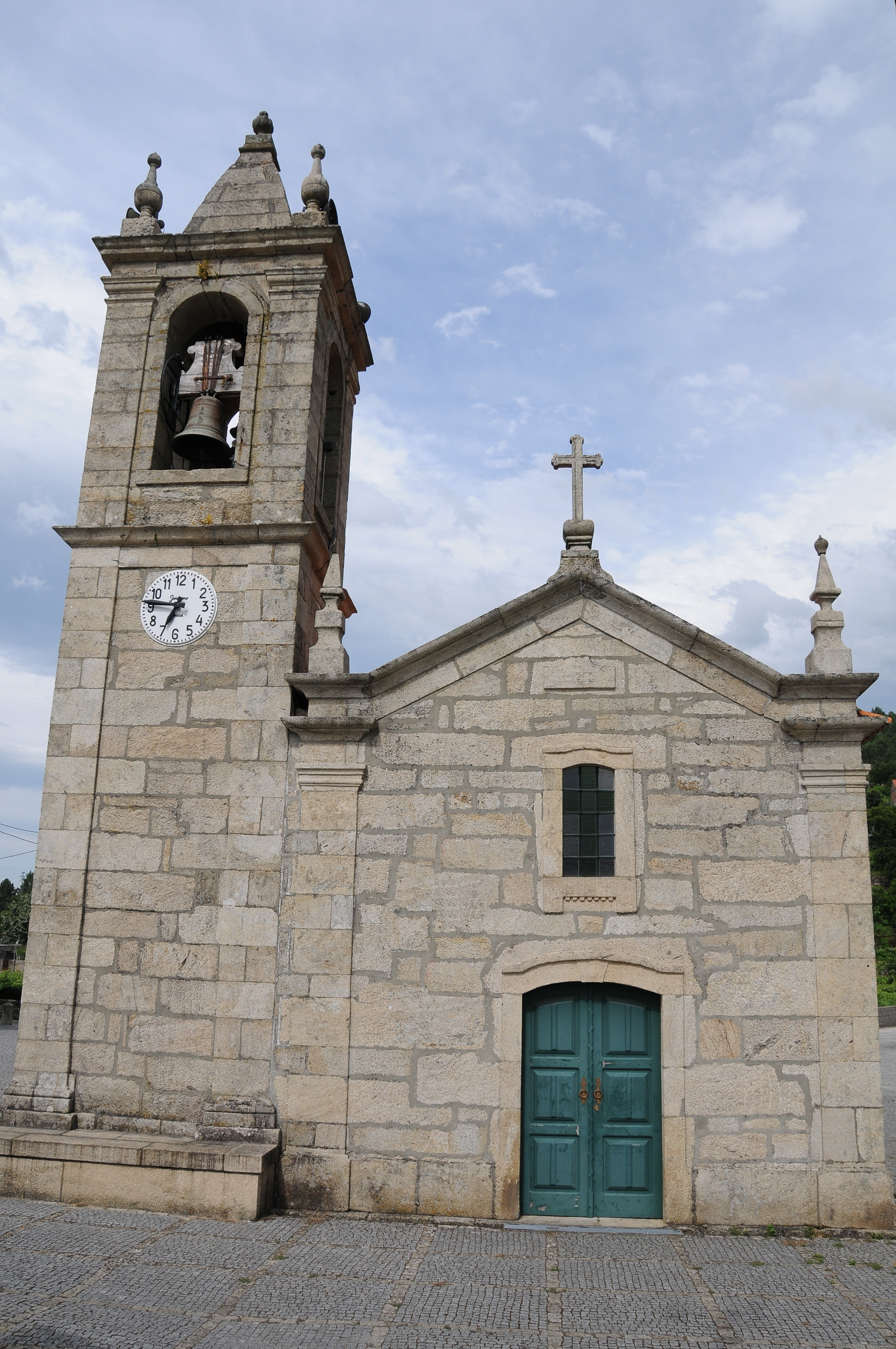
Iglesia de Penso.